# مملكة الدنمارك (دولة)
مملكة الدنمارك (بالدنماركية: Kongeriget Danmark)‏ والتي تعرف أيضًا باسم الدنمارك هي دولة ذات سيادة تقع في أوروبا الشمالية وأمريكا الشمالية. تتكون من دولة الدنمارك الأم، وهي أراضي المملكة في أوروبا القارية وتسمى أحيانًا «الدنمارك الفعلية»، والمنطقتان المتمتعتان بالحكم الذاتي في المملكة: جزر فارو وغرينلاند. أيضًا، تُعرف الصلة بين أجزاء المملكة الثلاثة بوحدة المملكة.
لا تُعتبر مملكة الدنمارك اتحادًا فيدراليًا؛ فإنها، على غرار مملكة نيوزيلندا، تخضع لمفهوم يشمل الأنظمة القانونية المستقلة الثلاثة للدنمارك وجزر فارو وغرينلاند، الموحدة تحت ملكيتها. تعد مملكة الدنمارك دولة وحدوية. لديها مطالبتان إقليميتان في المحيط المتجمد الشمالي من المنطقة القطبية الشمالية: جزيرة هانز ومواقع مختلفة بالقرب من القطب الشمالي (مرتفع لومونوسوف، ومرتفع جاكل، ومرتفع ألفا ومينديليف المتشعب، وتخم تشوكشي). من الناحية الدستورية، تشمل مملكة الدنمارك المملكة بذاتها، لكن جزر فارو وغرينلاند تتمتعان بدرجة واسعة من الاستقلالية لتنظيم علاقاتهما.
خضعت جزر فارو وغرينلاند للتاج الدنماركي منذ عام 1397 (بحكم الأمر الواقع) وذلك عندما أُقر اتحاد كالمار، وكانتا جزئًا من المملكة الدنماركية منذ عام 1814 (بحكم القانون). ومع ذلك، نظرًا لهوياتهم التاريخية والثقافية المنفصلة، تتمتع هذه الأجزاء من المملكة اليوم بدرجة واسعة من الحكم الذاتي وتعهدتا مسؤولية تشريعية وإدارية في عدد من المجالات.
تخضع الشؤون القانونية في المملكة لدستور مملكة الدنمارك. يشترط سريانه على جميع أجزاء مملكة الدنمارك وأن تكون السلطات التشريعية والتنفيذية والقضائية من مسؤولية برلمان مملكة الدنمارك وحكومتها والمحكمة العليا في الدنمارك. حصلت جزر فارو على الحكم الداخلي في عام 1948 وحذت غرينلاند حذوها في استفتاءٍ أُجري عام 1979. في عام 2005، حصلت جزر فارو على اتفاقٍ للإدارة الذاتية، وفي عام 2009 حصلت غرينلاند على «حكم ذاتي»، مما ترك حكومة الدنمارك مع نفوذ ضئيل على الشؤون الداخلية، التي آلت إلى الحكومات المحلية في غرينلاند وجزر فارو.

## سجل تاريخي

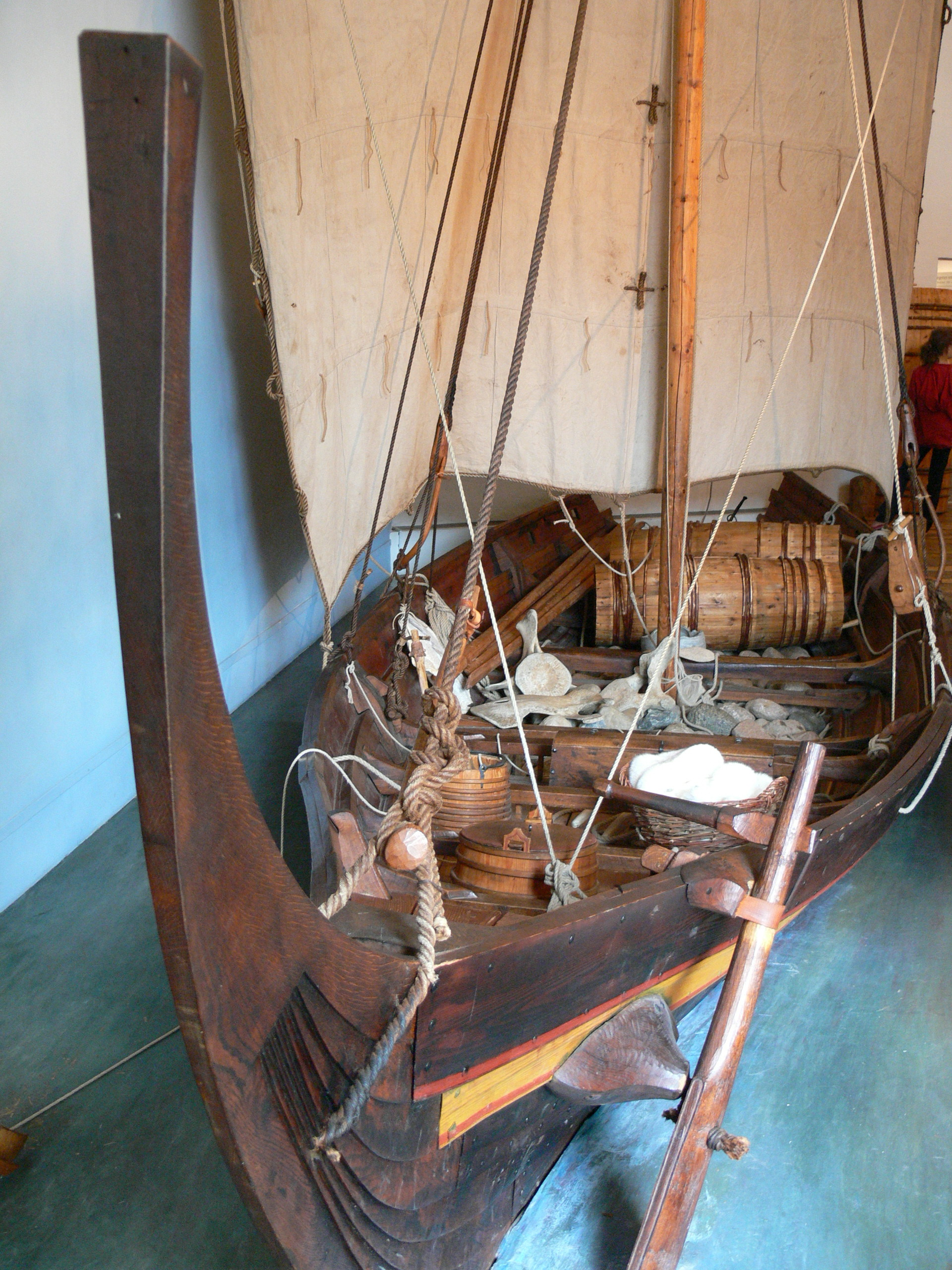
متحف ريب فايكنغ. نموذج لسفينة تجارة عصر الفايكنج.

استوطن الفايكنغ النرويجيون جزر فارو في القرن التاسع، مما أدى إلى طرد الرهبان الأيرلنديين الموجودين هناك قبلًا. استقر الشماليون في أيسلندا في القرن التاسع، وظلت دولة حرة حتى عام 1262/1264، عندما خضعت للنظام الضريبي النرويجي. توطنت غرينلاند، التي يسكنها الإنويت الغرينلانديون الأصليون، بالنرويجيين في القرن العاشر، وكان إريك الأحمر من بينهم. انقطعت الصلة بغرينلاند في القرن الخامس عشر، لكن مملكة الدنمارك والنرويج أسست مرة أخرى روابطًا معها في عام 1721 من خلال المبشر هانز أغيد.
في عام 1814، تنازلت الدنمارك عن النرويج للسويد بموجب معاهدة كيل، لكنها احتفظت بالسيطرة على جزر فارو وغرينلاند وأيسلندا. في غرينلاند، توضعت المستعمرات على الساحل الغربي، وكشرط لبيع جزر الهند الغربية الدنماركية للولايات المتحدة في عام 1917، اعترفت الولايات المتحدة بالسيادة الدنماركية على الجزيرة بأكملها، وحذت حذوها معظم الدول. كانت النرويج الاستثناء الوحيد، إذ احتلت في عام 1931 أجزاءً من شرق غرينلاند، لكنها تخلت عن مطالباتها في عام 1933، عندما خسرت القضية في محكمة العدل الدولية الدائمة.
كان في أيسلندا حركة قومية متنامية في القرن التاسع عشر، وحصلت في عام 1874 على دستورها الخاص وعلى مزيدٍ من الاستقلالية، مع بقاء السلطة التنفيذية في أيدي الدنماركيين. مُنحت أيسلندا الحكم الداخلي في عام 1904، وحصلت بموجب ميثاق الاتحاد الدنماركي الأيسلندي، على الاستقلال الكامل في عام 1918. شكل الميثاق اتحادًا شخصيًا بين الدنمارك ومملكة أيسلندا المنشأة حديثًا، تولت الدنمارك من خلاله حماية السواحل والشؤون الخارجية. في عام 1944، ألغت أيسلندا الاتحاد الشخصي واعتمدت دستورًا جديدًا أسس الجمهورية الحالية، بعد إجراء استفتاءٍ حول هذا الشأن. حدث ذلك خلال الحرب العالمية الثانية، إذ انفصلت الدنمارك وأيسلندا عن بعضهما البعض، باحتلال ألمانيا للدنمارك واحتلال الولايات المتحدة لأيسلندا.
أصبحت جزر فارو مقاطعة دنماركية في عام 1816، ومع دستور عام 1849، اكتسبت تمثيلًا في الريغسداغ (السلطة التشريعية الوطنية الدنماركية). خلال الحرب العالمية الثانية، احتلت المملكة المتحدة جزر فارو التي تولت إدارة نفسها بنفسها عمومًا. بعد الحرب، اتضحت عدم إمكانية استعادة النظام القديم. في استفتاءٍ حول الاستقلال عام 1946، صوت 50.7% من سكان جزر فارو لصالح الاستقلال، لكن الحكومة الدنماركية رفضت النتيجة. عوضًا عن ذلك، وبعد مفاوضات بين جزر فارو والدنمارك، مُنحت جزر فارو «الحكم الداخلي» في عام 1948.
أُديرت غرينلاند في الأساس كمستعمرتين منفصلتين، ألا وهما شمال وجنوب غرينلاند. في عام 1950، دُمجت هاتين المستعمرتين تحت اسم مستعمرة غرينلاند. بعد الإصلاح الدستوري في عام 1953، دُمجت غرينلاند ضمن الدنمارك كمقاطعة ومُثلت في الفولكتنغ (البرلمان الدنماركي). عندما انضمت الدنمارك إلى المجموعات الأوروبية (إي سي) في عام 1972، تبعتها غرينلاند، على الرغم من أن 70% من ناخبي غرينلاند صوتوا، من خلال استفتاءٍ، ضد الانضمام. بموجب نظام الحكم الداخلي سيُسمح لهم بالمغادرة مرة أخرى (لم تنضم جزر فارو إلى المجموعات الأوروبية)، فكان ذلك عاملًا مهمًا في زيادة الدعم للحكم الداخلي. كانت الرغبة في جعل غرينلاند ذات طابع ثقافي ولغوي غرينلاندي يطغى على الطابع الدنماركي، عاملًا آخرًا للدعم. مُنحوا الحكم الداخلي في عام 1979 وتركوا المجموعات الأوروبية في عام 1985. بموجب اتفاقية الحكم الداخلي، تسلمت غرينلاند تدريجيًا المزيد من المسؤولية من الدولة الدنماركية. في عام 2009، استُبدل بالحكم الداخلي «الحكم الذاتي»، مما منح قدرًا أكبر من الاستقلالية.

## العلاقات مع الاتحاد الأوروبي
مملكة الدنمارك هي دولة عضو في المجموعات الأوروبية، سلف الاتحاد الأوروبي، منذ عام 1973. في عام 1982، صوتت غرينلاند على مغادرة المجموعات بعد حصولها على الحكم الداخلي من مملكة الدنمارك. لم تكن جزر فارو أبدًا جزءًا من الاتحاد الأوروبي، مثلما أُكد صراحة في معاهدتي روما. تخضع علاقات جزر فارو بالاتحاد الأوروبي لاتفاقية مصائد الأسماك (1977) واتفاقية التجارة الحرة (1991، المنقحة 1998). السبب الرئيسي لبقائها خارج الاتحاد الأوروبي هو خلافاتٌ حول السياسة المشتركة لمصايد الأسماك الأوروبية.

## وصلات خارجية

### وصلات عامة
- وحدة المملكة؛ الوضع السياسي لجزر فارو وغرينلاند داخل المملكة (مكتب رئيس الوزراء)
- للسياحة في الدنمارك
- للسياحة في غرينلاند
- للسياحة في جزر فارو

### وصلات حكومية
الدنمارك
- موقع حكومة الدنمارك الرسمي
- موقع وزارة الخارجية الدنماركية الرسمي
- أرقام إحصائية من مكتب الإحصاء الدنماركي
- مناطق الدنمارك at statoids.com

جزر فارو
- موقع حكومة جزر فارو الرسمي
- موقع وزارة خارجية جزر فارو الرسمي
- أرقام إحصائية من مكتب الإحصاء الفاروي
- مناطق جزر فارو at statoids.com

غرينلاند
- موقع حكومة غرينلاند الرسمي
- موقع وزارة خارجية غرينلاند الرسمي
- أرقام إحصائية من مكتب الإحصاء الغرينلاندي
- مناطق غرينلاند at statoids.com